# 卡于斯
卡于斯（法語：Cahus，法語發音：[ka.ys]）是法国洛特省的一个市镇，属于菲雅克区。

## 地理
卡于斯（44°57'24"N, 1°55'9"E）面积10.01 平方千米，位于法国奧克西塔尼大區洛特省，该省份为法国西南部内陆省份，北起顺时针与科雷兹省、康塔爾省、阿韦龙省、塔恩-加龙省、洛特-加龍省和多尔多涅省接壤。
与卡于斯接壤的市镇（或旧市镇、城区）包括：阿尔蒂亚克、康普圣马蒂兰莱奥巴泽、梅克尔、塞尔河畔加尼亚克、塞尔河畔拉瓦勒。

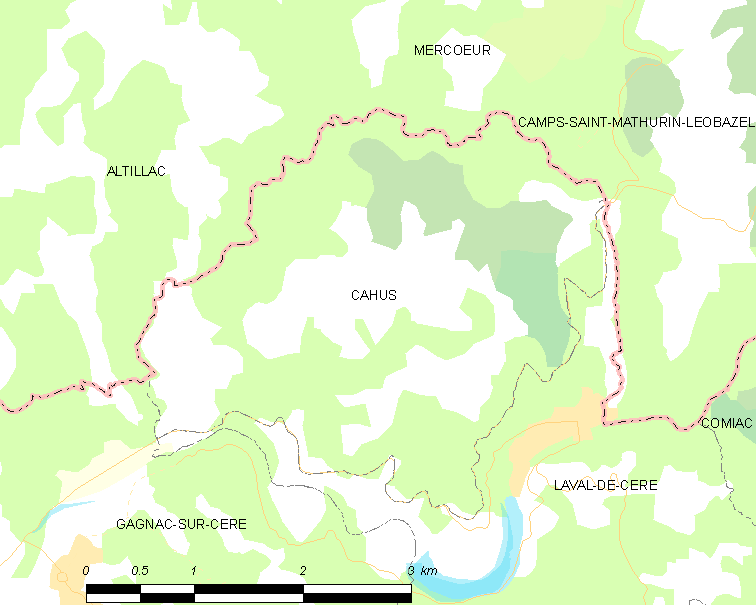
卡于斯的OSM定位图

卡于斯的时区为UTC+01:00、UTC+02:00（夏令时）。

## 行政
卡于斯的邮政编码为46130，INSEE市镇编码为46043。

## 政治
卡于斯所属的省级选区为塞尔-塞加拉县。

## 人口

1962-2008年间卡于斯人口变化图示

卡于斯于2022年1月1日时的人口数量为185人。